# Bożena Modelska-Strzelecka
Bożena Aniela Stanisława Modelska-Strzelecka (ur. 7 maja 1916 r. we Lwowie, zm. 27 grudnia 1974 r. w Krakowie) – polska geograf i historyk geografii, profesor, współtwórczyni polskiej szkoły geografii historycznej, wykładowca Uniwersytetu Jagiellońskiego, Uniwersytetu Wrocławskiego i Uniwersytetu Jana Kazimierza we Lwowie.

## Życiorys
Urodzona 7 maja 1916 r. we Lwowie, była córką prof. Teofila Modelskiego i Stefanii z Torońskich. Jej stryjem był Izydor Modelski. Ukończyła szkołę powszechną w Wilnie, a następnie uczyła się w tamtejszym gimnazjum im. ks. Adama Czartoryskiego, zaś w 1931 r. podjęła naukę w Gimnazjum im. Królowej Jadwigi we Lwowie, gdzie trzy lata później zdała maturę.
Od 1934 r. studiowała geografię na Uniwersytecie Jana Kazimierza we Lwowie, a w 1939 r. uzyskała dyplom. Po kampanii wrześniowej i aneksji Lwowa przez ZSRR była do 1940 słuchaczką kursu Sowieckiego Biura Pogody, po czym podjęła pracę jako meteorolog na lotnisku cywilnym w podlwowskim Skniłowie. W 1941 r. wygrała konkurs na posadę aspiranta w Katedrze Geologii Uniwersytetu im. Iwana Franki we Lwowie, ale z powodu niemieckiej agresji na ZSRR do końca niemieckiej okupacji pracowała jako kasjerka w biurze hotelu Bristol.
Po wojnie przeniosła się w 1945 r. do Krakowa i zaczęła pracę tłumacza przysięgłego języków rosyjskiego i ukraińskiego oraz asystenta wolontariusza w Instytucie Geograficznym Uniwersytetu Jagiellońskiego i włączyła się w działalność Komitetu Słowiańskiego w Polsce, a pod koniec 1945 r. objęła funkcję sekretarza redakcji organu tej organizacji pt. „Życie Słowiańskie”.
W 1946 r. przeniosła się do Wrocławia, gdzie objęła stanowisko w Katedrze Geografii Historycznej na Uniwersytecie i Politechnice Wrocławskiej, współtworzyła Instytut Geograficzny i wrocławski oddział Polskiego Towarzystwa Geograficznego oraz brała udział w reaktywacji „Czasopisma Geograficznego”. Kontynuowała działalność w Komitecie Słowiańskim w Polsce, należąc do zarządu wrocławskiego oddziału i jako jego działaczka weszła w skład polskiej delegacji na Kongres Ogólnosłowiański w Belgradzie w grudniu 1946 r. Zaangażowana w powstanie instytutowej biblioteki, następnie przez kilka lat zajmowała się gromadzeniem, inwentaryzacją i katalogowaniem zbiorów.
4 października 1951 r. otrzymała stopień doktora, a 1 stycznia 1956 r. otrzymała stanowisko adiunkta. Habilitowała się 30 kwietnia 1960 r. na Uniwersytecie Wrocławskim na podstawie pracy pt. Ze studiów nad geografią i kartografią XV wieku i 9 czerwca tego samego roku otrzymała stanowisko docenta. W 1961 r. wróciła do Krakowa i została docentem w Katedrze Geografii Fizycznej UJ, a w 1965 r. objęła kierownictwo w nowo utworzonym Zakładzie Geografii Historycznej. W 1970 r. jej zakład został zlikwidowany, a ona sama trafiła do Zakładu Geografii Fizycznej w Instytucie Geografii, gdzie kierowała nieformalną pracownią geografii historycznej i historii geografii.
Promotor dwóch doktorów. Członek od 1969 r. Zespołu Historii Geografii przy Zakładzie Historii Nauki i Techniki Polskiej Akademii Nauk oraz od 1974 r. Komisji Geografii Historycznej Komitetu Nauk Historycznych PAN. Zajmowała się głównie geografią historyczną, jest uznawana za współtwórczynię polskiej szkoły geografii historycznej. Jej prace poświęcone były głównie badaniom nad dorobkiem Jana Długosza, co było podstawą jej doktoratu, brała również udział w pracach nad reedycji dzieł Długosza. Prowadziła badania nad geografią i kartografią polskiego odrodzenia oraz „Geografią” Ptolemeusza, która stała się podstawą nadania jej habilitacji. 
Od 8 lutego 1949 r. żona Władysława Strzeleckiego, para nie miała dzieci.
Zmarła 27 grudnia 1974 r. w Krakowie i została pochowana na cmentarzu Rakowickim z mężem i ojcem.

## Odznaczenia
- Medal 10-lecia PRL (1955 r.)[3]
- Medal 15-lecia Odzyskania Dolnego Śląska (1960 r.)[3]
- Odznaka Jubileuszowa Uniwersytetu Jagiellońskiego (1964 r.)[3]
- Złoty Krzyż Zasługi (1973 r.)[3]